# Macintosh-Modelle
Liste von Apple Macintosh-Modellen sortiert nach Prozessor-Typ:

## Namenskonventionen

### Bezeichnungen bis 1997
Die Bezeichnung der einzelnen Modelle liefert Anhaltspunkte zur verbauten Hardware und zur Gehäuseform.
Dreistellige Nummern (z. B. LC 475) verweisen auf einen 68k-Prozessor, vierstellige Nummern (z. B. PPC 6100) auf einen PowerPC-Prozessor. Die jeweils erste Ziffer kennzeichnet die Bauform:
- 2, 5: stehen für All-in-one-Geräte (mit integriertem Bildschirm)
- 4: für ein flach gehaltenes Desktop-Gerät mit nur einem Erweiterungssteckplatz
- 6: für eine Reihe unterschiedlicher Desktop-Modelle (Mini-Tower einbezogen) mit 1 bis 3 Erweiterungssteckplätzen
- 7: für verschiedene Desktop-Generationen mit 3 Erweiterungssteckplätzen
- 8: für Mini-Tower mit 3 Erweiterungssteckplätzen
- 9: für Big-Tower mit 6 Erweiterungssteckplätzen.

Die zweite Ziffer lässt Rückschlüsse auf die verwendete Hauptplatine und den Prozessor zu, die dritte Ziffer gibt Hinweise auf eventuell installierte Zusatzhardware.
Aus Software-Sicht kann das Modell ab System 6.0.4 aus dem Rückgabewert der Funktion gestaltMachineType ermittelt werden, das dem Benutzer auch als „Machine ID“ im System-Profiler angezeigt wird. So hat der Macintosh 128K und 512K den Typ (englisch Machine ID) 1, der Macintosh XL die ID 2 usw. Erst mit den „New World“-Macs ab 1997 ist die Gestalt-ID immer 406, obwohl es danach noch weitere „Old World“-Modelle gab, etwa die Power-Macintosh-G3-Desktop-Modelle mit Gestalt-Typ 510. Unter macOS (bis 2012 „Mac OS X“ und bis 2016 „OS X“) wurde die Funktion in das Carbon-Framework übernommen und bis Mac OS X Lion (10.7, 2011) unterstützt. Innerhalb der Blue Box, ursprünglich ein virtualisiertes Mac OS 8 unter Rhapsody (ab 1997), ist die „Machine ID“ mittels gestaltMachineType immer 1206.

### Modellnummern ab 1997
Mit Einführung des G3 wurde bei Apple die Build-to-Order-Option eingeführt. Der Kunde konnte sich dabei sein Modell selbst zusammenstellen. Die alte Namenskonvention wurde zugunsten von Modellnummern und “Model Identifier” aufgegeben.
Die Modellnummer muss allerdings nicht eindeutig sein. Z. B. steht Modellnummer A1176 für alle Mac mini mit Intel-Core-Prozessor (die ersten Modelle nach der Umstellung von PowerPC- auf Intel-Prozessoren) von 2006 und 2007, verkauft bis 2009.
Ebenso ist der “Model Identifier”, übersetzt mit „Modell-Identifikation“, nicht eindeutig, beschreibt jedoch oft größere Unterschiede bei der Hardware. Z. B. steht “Model Identifier” Macmini1,1 für die Modelle mit Core-Solo/Core-Duo-Prozessor, während für das Nachfolgemodell mit Core-2-Duo-Prozessor Macmini2,1 verwendet wird.
Eine weitere Nummer, die zur Identifikation des Macintosh-Modells dienen kann, ist die “EMC Number”, wobei EMC für Electromagnetic Compatibility steht und die elektromagnetischen Eigenschaften des Gerätes im Bezug auf andere elektronische Geräte in dessen Nähe beschreiben soll. Z. B. ist bei allen Mac minis mit der Modellnummer A1176 die EMC-Nummer 2108. Bei anderen Modellen, z. B. den Power-Mac-G5-Modellen mit Modellnummer A1047, differiert die EMC-Nummer mit jeder Serie: alle Power Mac G5 von 2003 mit “Model Identifier” PowerMac7,2 weisen die EMC-Nummer 1969 auf, während jene von 2004 mit “Model Identifier” PowerMac7,3 die EMC-Nummer 1969C und jene von 2005 mit demselben “Model Identifier” PowerMac7,3 die EMC-Nummer 2061 tragen.
Mit diversen Programmen, etwa dem System-Profiler bzw. Systeminformation, kann neben der für jedes einzelne Gerät individuellen Seriennummer auch der “Model Identifier” ausgelesen werden, nicht jedoch die Modellnummer oder die EMC-Nummer. Auf den meisten Macintosh-Computern ist an einer unauffälligen Stelle ein Aufkleber angebracht, auf dem die Modellnummer, die EMC-Nummer sowie meistens die individuelle Build-to-Order-Konfiguration und oft auch die Seriennummer und die MAC-Adressen aufgedruckt sind.

## Motorola 68k
Die jeweils leistungsstärksten 68k-Modelle ihrer Zeit, die vor allem im professionellen Bereich genutzt waren:
- Macintosh-II-Serie (1987–1992)
- Macintosh-Quadra-Serie (1991–1994)

### Motorola 68000
Der 68HC000 (hier explizit aufgeführt) ist ein 68000 mit reduziertem Energieverbrauch.
- 1984: Macintosh, All-in-One (9″ monochrom: jeweils 8 MHz, mit 128 kB RAM „Macintosh 128k“ und 512 kB RAM „Fat Mac“)
- 1985: Macintosh XL, All-in-One (12″ monochrom: 5 MHz Prozessortakt, eine umgerüstete Apple Lisa)
- 1986: Macintosh Plus, All-in-One (9″ monochrom: „512ke“ und „Plus“ jeweils mit 8 MHz Prozessor- und Systembustakt)
- 1987: Macintosh SE, All-in-One (9″ monochrom: „SE“ und „SE FDHD“ jeweils mit 8 MHz Prozessor- und Systembustakt)
- 1989: Macintosh Portable (9,8″ monochrom: 16 MHz 68HC000-Prozessor mit gleichgetaktetem Systembus)
- 1990: Macintosh Classic, All-in-One (9″ monochrom: mit 8 MHz Prozessor- und Systembustakt)
- 1991: PowerBook 100 (9″ monochrom: 16 MHz 68HC000-Prozessor mit gleichgetaktetem Systembus)

### Motorola 68020
- 1987: Macintosh II, Desktop (16 MHz Prozessor- und Systembustakt)
- 1990: Macintosh LC, Desktop (16 MHz Prozessor- und Systembustakt)

### Motorola 68030
- 1988: Macintosh IIx, Desktop (16 MHz Prozessor- und Systembustakt)
- 1989: Macintosh IIcx und Macintosh IIci, Desktop (IIcx: 16 MHz Prozessor- und Systembustakt; IIci: 25 MHz Prozessor- und Systembustakt)
- 1989: Macintosh SE/30, All-in-One (9″ monochrom: 16 MHz Prozessor- und Systembustakt)
- 1990: Macintosh IIsi und Macintosh IIfx, Desktop (IIsi: 20 MHz Prozessor- und Systembustakt; IIfx: 40 MHz Prozessor- und Systembustakt)
- 1991: Macintosh Classic II, All-in-One (9″ monochrom: 16 MHz Prozessor- und Systembustakt)
- 1991: PowerBook (9,8″ monochrom–140: 16 MHz Prozessor- und Systembustakt; 170: 25 MHz Prozessor- und Systembustakt)
- 1992: Macintosh IIvi und Macintosh IIvx, Desktop (IIvi: 16 MHz Prozessor- und Systembustakt; IIvx: 32 MHz mit 16 MHz FSB)
- 1992: Macintosh LC II, Desktop (16 MHz Prozessor- und Systembustakt)
- 1992: Macintosh Performa, All-in-One (9″ monochrom–200: 16 MHz Prozessor- und Systembustakt)
- 1992: Macintosh Performa, Desktop (400: 16 MHz Prozessor- und Systembustakt; 600CD: 32 MHz mit 16 MHz FSB)
- 1992: PowerBook (9,1″ monochrom–Duo 210: 25 MHz Prozessor- und Systembustakt; Duo 230: 33 MHz Prozessor- und Systembustakt; 9,8″ monochrom–145 und 160: 25 MHz Prozessor- und Systembustakt; 180: 33 MHz Prozessor- und Systembustakt)
- 1993: Macintosh Color Classic, All-in-One (10″–„Color Classic“: 16 MHz Prozessor- und Systembustakt; 10″–„Color Classic II“: 33 MHz Prozessor- und Systembustakt)
- 1993: Macintosh LC III und LC III+, Desktop (LC III: 25 MHz Prozessor- und Systembustakt; LC III+: 33 MHz Prozessor- und Systembustakt)
- 1993: Macintosh LC 520, All-in-One (14″: 25 MHz Prozessor- und Systembustakt)
- 1993: Macintosh Performa, All-in-One (10″–250: 16 MHz Prozessor- und Systembustakt; 10″–275: 33 MHz Prozessor- und Systembustakt; 14″–520: 25 MHz Prozessor- und Systembustakt; 14″–550: 33 MHz Prozessor- und Systembustakt)
- 1993: Macintosh Performa, Desktop (405, 410 und 430: 16 MHz Prozessor- und Systembustakt; 450: 25 MHz Prozessor- und Systembustakt; 460, 466 und 467: 33 MHz Prozessor- und Systembustakt)
- 1993: Macintosh TV, All-in-One mit integriertem Fernseh-Empfänger (14″: 32 MHz mit 16 MHz FSB) – wurde nur in den Vereinigten Staaten verkauft
- 1993: PowerBook (8,4″–180c und Duo 270c: 33 MHz Prozessor- und Systembustakt; 9,1″ monochrom–Duo 250: 33 MHz Prozessor- und Systembustakt; 9,8″ monochrom–145b: 25 MHz Prozessor- und Systembustakt; 165: 33 MHz Prozessor- und Systembustakt; 9,8″–165c: 33 MHz Prozessor- und Systembustakt)
- 1994: Macintosh LC 550, All-in-One (14″: 33 MHz Prozessor- und Systembustakt)
- 1994: Macintosh Performa, All-in-One (14″–560: 33 MHz Prozessor- und Systembustakt)
- 1994: PowerBook 150 (9,5″ monochrom: 33 MHz Prozessor- und Systembustakt)

### Motorola 68040
Der 68LC040 (hier explizit aufgeführt) ist ein 68040 ohne Gleitkommaeinheit.
- 1991: Macintosh Quadra, Tower (700 und 900: 25 MHz Prozessor- und Systembustakt)
- 1992: Macintosh Quadra, Tower (950: 33 MHz Prozessor- und Systembustakt)
- 1993: Macintosh Centris, Desktop (610: 20 MHz 68LC040-Prozessor mit gleichgetaktetem Systembus; 650 und 660AV: 25 MHz Prozessor- und Systembustakt)
- 1993: Macintosh LC, Desktop (475: 25 MHz 68LC040-Prozessor mit gleichgetaktetem Systembus)
- 1993: Macintosh Performa, Desktop (475 und 476: 25 MHz 68LC040-Prozessor mit gleichgetaktetem Systembus)
- 1993: Macintosh Quadra, Desktop (605: 25 MHz 68LC040-Prozessor mit gleichgetaktetem Systembus, 610: 25 MHz 68LC040- oder 68040-Prozessor mit gleichgetaktetem Systembus sowie als Kaufoption zusätzlich im “610 (PC)”: NuBus-Prozessorkarte mit 25 MHz-Intel 486SX; 660AV: 25 MHz Prozessor- und Systembustakt; 650: 33 MHz Prozessor- und Systembustakt)
- 1993: Macintosh Quadra, Tower (800: 33 MHz Prozessor- und Systembustakt; 840AV: 40 MHz Prozessor- und Systembustakt)
- 1993: Macintosh WGS, Desktop (60: 20 MHz 68LC040- oder 68040-Prozessor mit gleichgetaktetem Systembus; 25 MHz Prozessor- und Systembustakt)
- 1993: Macintosh WGS, Tower (80 und 95: 33 MHz Prozessor- und Systembustakt)
- 1994: Macintosh LC, All-in-One (14″–575: 33 MHz 68LC040-Prozessor mit gleichgetaktetem Systembus)
- 1994: Macintosh LC, Desktop (630: 33 MHz 68LC040-Prozessor mit gleichgetaktetem Systembus sowie als Kaufoption zusätzlich im “630 (PC)”: NuBus-Prozessorkarte mit 66 MHz-Intel 486DX2)
- 1994: Macintosh Performa, All-in-One (14″–575, 577 und 578: 33 MHz 68LC040-Prozessor mit gleichgetaktetem Systembus)
- 1994: Macintosh Performa, Desktop (630CD, 631CD, 635CD, 636CD, 637CD und 638CD: 33 MHz 68LC040-Prozessor mit gleichgetaktetem Systembus sowie als Kaufoption zusätzlich im “630CD (PC)”: NuBus-Prozessorkarte mit 66 MHz-Intel 486DX2)
- 1994: Macintosh Quadra, Desktop (630: 33 MHz Prozessor- und Systembustakt)
- 1994: PowerBook (8,4″–Duo 280c: 33 MHz 68LC040-Prozessor mit gleichgetaktetem Systembus; 9,1″ monochrom–Duo 280: 33 MHz 68LC040-Prozessor mit gleichgetaktetem Systembus; 9,5″ monochrom–520: 25 MHz 68LC040-Prozessor mit gleichgetaktetem Systembus; 540: 33 MHz 68LC040-Prozessor mit gleichgetaktetem Systembus; 9,5″–520c: 25 MHz 68LC040-Prozessor mit gleichgetaktetem Systembus; 540c: 33 MHz 68LC040-Prozessor mit gleichgetaktetem Systembus)
- 1995: Macintosh LC, All-in-One (14″–580: 33 MHz 68LC040-Prozessor mit gleichgetaktetem Systembus)
- 1995: Macintosh Performa, All-in-One (14″–580CD und 588CD: 33 MHz 68LC040-Prozessor mit gleichgetaktetem Systembus)
- 1995: Macintosh Performa, Desktop (640CD: 33 MHz 68LC040-Prozessor mit gleichgetaktetem Systembus sowie als Kaufoption zusätzlich im “640CD (PC)”: NuBus-Prozessorkarte mit 66 MHz-Intel 486DX2)
- 1995: PowerBook (9,5″ monochrom–190: 33 MHz 68LC040-Prozessor mit gleichgetaktetem Systembus; 10,4″–190cs: 33 MHz 68LC040-Prozessor mit gleichgetaktetem Systembus; 550c: 33 MHz Prozessor- und Systembustakt)

## PowerPC

### PowerPC 600
Der von IBM und Motorola entwickelte PowerPC 600 wurde im Rahmen der Apple-IBM-Motorola-Allianz (AIM-Allianz) 1992 gestartet und war als PowerPC 601 ab 1993 verfügbar. Der Prozessor war für Personal Computer als 32-Bit-Einkernprozessor aus IBMs POWER-Serie hervorgegangen. Die Weiterentwicklung PowerPC 603 gilt als die zweite Generation und ist der direkte Vorgänger des PowerPC 750. Die Varianten PowerPC 604 und PowerPC 604e waren in der Gleitkommaeinheit beschleunigt und im L1-Cache vergrößert, sodass der 604 im direkten Vergleich zum 601 bei gleicher Taktung etwa eineinhalb Mal so schnell arbeitet.
Eine ab Version 7.1.2 in Mac OS integrierte transparente Emulation (nicht zu verwechseln mit Rosetta) macht m68k-Maschinencode auch auf darauffolgenden Mac OS-Versionen weiter ausführbar. In Mac OS X ist bis Version 10.4 die Classic-Umgebung integriert, so dass eine Vielzahl an Anwendungen, die ursprünglich für den Motorola 68000 geschrieben und übersetzt wurden, auf allen PowerPC-basierten Macs laufen.

#### PowerPC 601
- 1994: Macintosh Performa, Desktop (6110CD, 6112CD, 6115CD, 6117CD und 6118CD: 60 MHz mit 30 MHz FSB)
- 1994: Power Macintosh, Desktop (6100, 6100AV und WGS 6150: 60 MHz mit 30 MHz FSB; 7100 und 7100AV: 66 MHz mit 33 MHz FSB)
- 1994: Power Macintosh, Minitower (8100: 80 MHz mit 40 MHz FSB und 110 MHz mit 36,6 MHz FSB; WGS 8150 und WGS 9150: 80 MHz mit 40 MHz FSB)
- 1995: Macintosh Performa, Desktop (6116CD: 60 MHz mit 30 MHz FSB)
- 1995: Power Macintosh, Desktop (6100, 6100AV und WGS 6150: 66 MHz mit 33 MHz FSB; 7100 und 7100AV: 80 MHz mit 40 MHz FSB; 7200: 75 MHz mit 37,5 MHz FSB und 90 MHz mit 45 MHz FSB; 7500: 100 MHz mit 50 MHz FSB)
- 1995: Power Macintosh, Minitower (8100 und 8100AV: 100 MHz mit 33,3 MHz FSB; 8115 und WGS 8150: 110 MHz mit 36,6 MHz FSB; WGS 9150: 120 MHz mit 40 MHz FSB)
- 1996: Power Macintosh, Desktop (7200 und WGS 7250: 120 MHz mit 40 MHz FSB)
- 1996: Power Macintosh, Minitower (8200: 100 MHz und 120 MHz jeweils mit 40 MHz FSB)

#### PowerPC 603
- 1995: Macintosh Performa, All-in-One (15″–5200CD, 5210CD, 5215CD und 5220CD: 75 MHz mit 37,5 MHz FSB)
- 1995: Macintosh Performa, Desktop (6200CD, 6205CD, 6210CD, 6214CD, 6216CD, 6218CD, 6220CD und 6230CD: 75 MHz mit 37,5 MHz FSB)
- 1995: Power Macintosh, Desktop (5200 LC und 6200: 75 MHz mit 37,5 MHz FSB)

#### PowerPC 603e
- 1995: Macintosh Performa, All-in-One (15″–5300CD: 100 MHz mit 40 MHz FSB; 15″–5320CD: 120 MHz mit 40 MHz FSB)
- 1995: PowerBook (9,5″–Duo 2300c: 100 MHz mit 33 MHz FSB; 9,5″–5300: 100 MHz mit 33,3 MHz FSB; 10,4″–5300c und 5300cs: 100 MHz mit 33,3 MHz FSB; 10,4″–5300ce: 117 MHz mit 33,3 MHz FSB)
- 1995: Power Macintosh, All-in-One (15″–5300 LC: 100 MHz mit 40 MHz FSB)
- 1996: Macintosh Performa, All-in-One (14″–5260CD und 5270CD: 100 MHz mit 40 MHz FSB; 14″–5260, 5280 und 15″–5400CD, 5410CD und 5420CD: 120 MHz mit 40 MHz FSB; 15″–5400 und 5430: 160 MHz mit 40 MHz FSB; 15″–5400 und 5440: 180 MHz mit 40 MHz FSB)
- 1996: Macintosh Performa, Desktop (6260CD, 6290CD, 6300CD und 6310CD: 100 MHz mit 40 MHz FSB; 6320CD: 120 MHz mit 40 MHz FSB; 6360: 160 MHz mit 40 MHz FSB)
- 1996: Macintosh Performa, Minitower (6400 und 6410: 180 MHz mit 40 MHz FSB; 6400 und 6420: 200 MHz mit 40 MHz FSB)
- 1996: PowerBook (11,3″–1400c und 1400cs: 117 MHz mit 33,3 MHz FSB; 11,3″–1400c: 133 MHz mit 33,3 MHz FSB)
- 1996: Power Macintosh, All-in-One (5260: 100 MHz mit 40 MHz FSB; 5260 und 5400: 120 MHz mit 40 MHz FSB)
- 1996: Power Macintosh, Desktop (4400: 160 MHz mit 40 MHz FSB; 6300: 120 MHz mit 40 MHz FSB)
- 1996: Power Macintosh, Minitower (6400: 200 MHz mit 40 MHz FSB)
- 1997: PowerBook (11,3″–1400cs: 133 MHz mit 33,3 MHz FSB; 11,3″–1400c und 1400cs: 166 MHz mit 33,2 MHz FSB; 10,4″–2400c: 180 MHz mit 40 MHz FSB; 12,1″–3400c: 180 MHz, 200 MHz und 240 MHz jeweils mit 40 MHz FSB)
- 1997: Power Macintosh, Desktop (4400 und 7220: 200 MHz mit 40 MHz FSB)
- 1997: Power Macintosh, All-in-One (5400: 180 MHz und 200 MHz jeweils mit 40 MHz FSB; 5500: 225 MHz, 250 MHz und 275 MHz jeweils mit 50 MHz FSB)
- 1997: Power Macintosh, Minitower (6500: 225 MHz, 250 MHz, 275 MHz und 300 MHz jeweils mit 50 MHz FSB)
- 1997: Twentieth Anniversary Macintosh (12,1″: 250 MHz mit 50 MHz FSB)
- 1998: PowerBook (10,4″–2400c: 240 MHz mit 40 MHz FSB)

#### PowerPC 604
- 1995: Power Macintosh, Minitower (8500 und 9500: 120 MHz mit 40 MHz FSB; 9500 und 9515: 132 MHz mit 44 MHz FSB)
- 1996: Network Server (500: 132 MHz mit 44 MHz FSB; 700: 150 MHz mit 50 MHz FSB)
- 1996: Power Macintosh, Desktop (7600: 120 MHz mit 40 MHz FSB und 132 MHz mit 44 MHz FSB)
- 1996: Power Macintosh, Minitower (8515: 120 MHz mit 40 MHz FSB; 8500 und WGS 8550: 132 MHz mit 44 MHz FSB; 8500 und 9500: 150 MHz mit 50 MHz FSB)

#### PowerPC 604e
- 1996: Network Server (700: 200 MHz mit 50 MHz FSB)
- 1996: Power Macintosh, Minitower (8500: 180 MHz mit 45 MHz FSB; WGS 8550: 200 MHz mit 50 MHz FSB; 9500: Dual 180 MHz mit 45 MHz FSB und 180 MHz mit 50 MHz FSB)
- 1997: Power Macintosh, Desktop (7300: 166 MHz mit 41,5 MHz FSB; 7300 und WGS 7350: 180 MHz mit 45 MHz FSB; 7300 und 7600: 200 MHz mit 50 MHz FSB)
- 1997: Power Macintosh, Minitower (8600: 250 MHz mit 50 MHz FSB; 8600 und 9600: 200 MHz und 300 MHz jeweils mit 50 MHz FSB; 9600: Dual 200 MHz mit 50 MHz FSB; 9600 und WGS 9650: 233 MHz mit 46,6 MHz FSB und 350 MHz mit 50 MHz FSB)

### PowerPC G3
Der von IBM und Motorola gemeinsam entwickelte PowerPC 750 sollte in der dritten Generation einige der Unzulänglichkeiten des Vorgängers PowerPC 600 aufheben. Er zeichnet sich durch in der damaligen Zeit im Vergleich sehr geringen Energieverbrauch bei etwa gleicher Leistung aus.

#### PowerPC 750
- 1997: PowerBook G3 (12,1″: 250 MHz mit 50 MHz FSB)
- 1997: Power Mac G3 (Desktop und Minitower: 233 MHz und 266 MHz jeweils mit 66 MHz FSB)
- 1998: iMac G3 (233 MHz mit 66 MHz FSB)
- 1998: PowerBook G3 (12,1″, 13,3″ oder 14,1″: 233 MHz mit 66 MHz FSB; 250 MHz mit 83 MHz FSB; 13,3″ oder 14,1″: 292 MHz mit 83 MHz FSB; 14,1″: 233 MHz, 266 MHz und 300 MHz jeweils mit 66 MHz FSB)
- 1998: Power Mac G3 (All-in-One: 233 MHz und 266 MHz jeweils mit 66 MHz FSB; Desktop und Minitower: 300 MHz mit 66 MHz FSB; Minitower: 333 MHz mit 66 MHz FSB)
- 1999: iBook G3 (12,1″: 300 MHz mit 66 MHz FSB)
- 1999: iMac G3 (266 MHz und 333 MHz jeweils mit 66 MHz FSB; 350 MHz und 400 MHz jeweils mit 100 MHz FSB)
- 1999: PowerBook G3 (14,1″: 333 MHz und 400 MHz jeweils mit 66 MHz FSB)
- 1999: Power Mac G3 „Blau und Weiß“ (300 MHz, 350 MHz, 400 MHz und 450 MHz jeweils mit 100 MHz FSB)
- 2000: iBook G3 (12,1″: 366 MHz mit 66 MHz FSB)
- 2000: iMac G3 (350 MHz, 400 MHz, 450 MHz und 500 MHz jeweils mit 100 MHz FSB)
- 2000: PowerBook G3 (14,1″: 400 MHz und 500 MHz jeweils mit 100 MHz FSB)
- 2001: iMac G3 (400 MHz mit 100 MHz FSB)

#### PowerPC 750CX
- 2000: iBook G3 (12,1″: 366 MHz und 466 MHz jeweils mit 66 MHz FSB)
- 2001: iBook G3 (12,1″: 500 MHz mit 66 MHz FSB; 600 MHz mit 100 MHz FSB)
- 2001: iMac G3 (500 MHz, 600 MHz und 700 MHz jeweils mit 100 MHz FSB)
- 2002: iBook G3 (14,1″: 600 MHz mit 100 MHz FSB)

#### PowerPC 750FX
- 2002: iBook G3 (12,1″ und 14,1″: 600 MHz, 700 MHz und 800 MHz jeweils mit 100 MHz FSB)
- 2003: iBook G3 (12,1″: 800 MHz und 900 MHz jeweils mit 100 MHz FSB; 14,1″: 900 MHz mit 100 MHz FSB)

### PowerPCG4
Der von Motorola entwickelte PowerPC 7400 entstammt der vierten Generation der Entwicklung. Die Neuerung gegenüber dem Vorgänger G3 ist vor allem dessen 128-Bit-Vektoreinheit AltiVec, die von Apple unter dem Namen “Velocity Engine” vermarktet wurde. Außerdem verwendet der G4 eine schnellere und mit 64-Bit doppelt so breite Gleitkommaeinheit, die aus dem PowerPC 604/604e der zweiten Generation abgeleitet wurde.

#### PowerPC 7400
- 1999: Power Mac G4 „PCI-Grafikkarte“ (350 MHz und 400 MHz jeweils mit 100 MHz FSB)
- 1999: Power Mac G4 „AGP-Grafikkarte“ (350 MHz, 400 MHz, 450 MHz und 500 MHz jeweils mit 100 MHz FSB)
- 2000: Power Mac G4 „Gigabit Ethernet“ (400 MHz, Dual 450 MHz und Dual 500 MHz jeweils mit 100 MHz FSB)
- 2000: Power Mac G4 Cube (450 MHz und 500 MHz jeweils mit 100 MHz FSB); spätere 500 MHz-Modelle wurden auch mit dem neueren 7410-Prozessor ausgeliefert.

#### PowerPC 7410
- 2000: Power Mac G4 Cube (500 MHz mit 100 MHz FSB); frühere 500 MHz-Modelle wurden auch mit dem älteren 7400-Prozessor ausgeliefert.
- 2001: PowerBook G4 (15,2″: 400 MHz und 500 MHz jeweils mit 100 MHz FSB)
- 2001: Power Mac G4 „Digital Audio“ (466 MHz und 533 MHz jeweils mit 133 MHz FSB)

#### PowerPC 7440
- 2001: PowerBook G4 (15,2″: 550 MHz mit 100 MHz FSB und 667 MHz mit 133 MHz FSB)

#### PowerPC 7441
- 2002: eMac G4 (700 MHz und 800 MHz jeweils mit 100 MHz FSB)
- 2002: iMac G4 (15″: 700 MHz mit 100 MHz FSB)

#### PowerPC 7445
- 2002: iMac G4 (15″ und 17″: 800 MHz mit 100 MHz FSB)
- 2003: eMac G4 (800 MHz und 1,0 GHz jeweils mit 133 MHz FSB)
- 2003: iMac G4 (15″: 800 MHz mit 100 MHz FSB und 1,0 GHz mit 167 MHz FSB; 17″: 1,0 GHz mit 133 MHz FSB; 17″ und 20″: 1,25 GHz mit 167 MHz FSB)

#### PowerPC 7447
- 2003: PowerBook G4 (12,1″: 1,0 GHz mit 133 MHz FSB; 15″: 1,0 GHz und 1,25 GHz jeweils mit 167 MHz FSB; 17″: 1,33 GHz mit 167 MHz FSB)

#### PowerPC 7447a
- 2004: eMac G4 (1,0 GHz mit 167 MHz FSB)
- 2004: iBook G4 (12,1″: 1,0 GHz und 1,2 GHz; 14,1″: 1,0 GHz, 1,2 GHz und 1,33 GHz jeweils mit 133 MHz FSB)
- 2004: PowerBook G4 (12,1″und 15″: 1,33 GHz mit 167 MHz FSB; 15″ und 17″: 1.5 GHz mit 167 MHz FSB)
- 2005: eMac G4 (1,25 GHz mit 167 MHz FSB)
- 2005: iBook G4 (12,1″: 1,33 GHz mit 133 MHz FSB; 14,1″: 1,42 GHz mit 142 MHz FSB)
- 2005: Mac mini G4 (1,25 GHz, 1,42 GHz und 1,5 GHz jeweils mit 167 MHz FSB)
- 2005: PowerBook G4 (12,1″ und 15″: 1.5 GHz mit 167 MHz FSB; 15″ und 17″: 1.67 GHz mit 167 MHz FSB; in veränderter Ausführung 15″ und 17″: 1.67 GHz mit 167 MHz FSB)

#### PowerPC 7450
- 2001: Power Mac G4 „Digital Audio“ (667 MHz und 733 MHz jeweils mit 133 MHz FSB)
- 2001: Power Mac G4 „Quicksilver“ (733 MHz, 867 MHz und Dual 800 MHz jeweils mit 133 MHz FSB)
- 2002: Power Mac G4 „Quicksilver 2002“ (800 MHz, 933 MHz und Dual 1,0 GHz jeweils mit 133 MHz FSB); diese Modelle wurden teilweise auch mit dem neueren 7455-Prozessor ausgeliefert.

#### PowerPC 7451
- 2002: PowerBook G4 (15,2″: 667 MHz und 800 MHz jeweils mit 133 MHz FSB)

#### PowerPC 7455
- 2002: PowerBook G4 (15,2″: 867 MHz und 1,0 GHz jeweils mit 133 MHz FSB)
- 2002: Power Mac G4 „Quicksilver 2002“ (800 MHz, 933 MHz und Dual 1,0 GHz jeweils mit 133 MHz FSB); diese Modelle wurden teilweise auch mit dem älteren 7450-Prozessor ausgeliefert.
- 2002: Power Mac G4 „Verspiegelte Laufwerksblenden“ (Dual 867 MHz mit 133 MHz FSB; Dual 1,0 GHz und Dual 1,25 GHz jeweils mit 167 MHz FSB)
- 2002: Xserve G4 (1,0 GHz und Dual 1,0 GHz jeweils mit 133 MHz FSB)
- 2003: PowerBook G4 (12,1″: 867 MHz mit 133 MHz FSB; 17″: 1,0 GHz mit 167 MHz FSB)
- 2003: Power Mac G4 „Firewire 800“ (1,0 GHz mit 133 MHz FSB; Dual 1,25 GHz und Dual 1,42 GHz jeweils mit 167 MHz FSB)
- 2003: Power Mac G4 „Verspiegelte Laufwerksblenden 2003“ (1,25 GHz mit 167 MHz FSB)
- 2003: Xserve G4 (1,33 GHz, Dual 1,33 GHz und Dual 1,33 GHz „Cluster Node“ jeweils mit 167 MHz FSB)

#### PowerPC 7457
- 2003: iBook G4 (12,1″: 800 MHz; 14,1″: 933 MHz und 1,0 GHz jeweils mit 133 MHz FSB)

### PowerPC G5
Der von IBM aus dem POWER4+ entwickelte PowerPC 970 stellt die fünfte Generation der Entwicklung dar. Die Neuerung gegenüber dem Vorgänger G4 von Motorola ist dessen 64-Bit-Architektur mit voller 32-Bit-Kompatibilität und der SIMD-Einheit VMX, das IBM-Äquivalent zu Motorolas AltiVec. Die verbesserte Variante 970FX erzeugt weniger Verlustleistung. Mit dem 970MP wurde der erste PowerPC-Doppelkernprozessor eingeführt.
Aufgrund seines relativ hohen Strombedarfs und des erforderlichen Kühlaufwands wurde der G5 nie in Notebooks verwendet.

#### PowerPC 970
- 2003: Power Mac G5 (1,6 GHz mit 800 MHz FSB, 1,8 GHz mit 900 MHz FSB, Dual 1,8 GHz mit 900 MHz FSB, Dual 2,0 GHz mit 1,0 GHz FSB)
- 2004: iMac G5 (17″: 1,6 GHz mit 533 MHz FSB, 17″ und 20″: 1,8 GHz mit 600 MHz FSB)
- 2005: iMac G5 mit Umgebungslichtsensor (17″: 1,8 GHz mit 600 MHz FSB, 17″ und 20″: 2,0 GHz mit 667 MHz FSB); diese Modelle wurden teilweise auch mit dem neueren PowerPC-970FX-Prozessor ausgeliefert.

#### PowerPC 970FX
- 2004: Power Mac G5 (1,8 GHz mit 600 MHz FSB, Dual 1,8 GHz mit 900 MHz FSB, Dual 2,0 GHz mit 1,0 GHz FSB, Dual 2,5 GHz mit 1,25 GHz FSB)
- 2004: Xserve G5 (2,0 GHz, Dual 2,0 GHz und Dual 2,0 GHz „Cluster Node“, jeweils mit 1,0 GHz FSB)
- 2005: iMac G5 mit Umgebungslichtsensor (17″: 1,8 GHz mit 600 MHz FSB, 17″ und 20″: 2,0 GHz mit 667 MHz FSB); diese Modelle wurden teilweise auch mit dem älteren PowerPC-970-Prozessor ausgeliefert.
- 2005: iMac G5 mit iSight (17″: 1,9 GHz mit 633 MHz FSB, 20″: 2,1 GHz mit 700 MHz FSB)
- 2005: Power Mac G5 (Dual 2,0 GHz mit 1,0 GHz FSB, Dual 2,3 GHz mit 1,15 GHz FSB, Dual 2,7 GHz mit 1,35 GHz FSB)
- 2005: Xserve G5 (Dual 2,3 GHz und Dual 2,3 GHz „Cluster Node“, jeweils mit 1,15 GHz FSB)

#### PowerPC 970MP
- 2005: Power Mac G5 (jeweils Dual-Core: 2,0 GHz mit 1,0 GHz FSB, 2,3 GHz mit 1,15 GHz FSB, 2×2,5 GHz „Quad“ mit 1,25 GHz FSB)

## Intel x86
Auf der WWDC 2005 kündigte Steve Jobs den Schwenk zu Intel-Prozessoren an. Bereits im Januar 2006 waren die ersten Intel-basierten Mac-Computer verfügbar. Wie schon bei der Umstellung von m68k- auf PowerPC-Prozessoren kümmert sich in den ersten drei Intel-Versionen von Mac OS X (Tiger 10.4, Leopard 10.5 und Snow Leopard 10.6) die transparente Software-Emulation Rosetta darum, dass für PowerPC-Macs geschriebene Programme auf Intel-Macs ausführbar bleiben.
Mit den Prozessoren der IA-32-Architektur ist es möglich, diverse x86-Betriebssysteme nativ auszuführen, sofern diese EFI unterstützen. Apple selbst erleichtert diese Möglichkeit durch das in macOS integrierte Programm Boot Camp für das Betriebssystem Windows. Einige der von Boot Camp unterstützten Versionen (Windows XP und 32-Bit-Versionen von Windows Vista und 7) sind selbst nicht EFI-kompatibel, weshalb Windows auf die BIOS-Emulation CSM angewiesen ist und von Boot Camp auch so eingerichtet wird. Zusätzlich werden von Apple für diese Windows-Betriebssysteme passende Treiber bereitgestellt, etwa für die Apple-spezifischen Tastaturen und Touchpads.

### Intel Core Solo
- 2006: Mac mini (1,5 GHz T1200 mit 667 MHz FSB)

### Intel Core Duo
- 2006: iMac (17″ und 17″ IG: 1,83 GHz T2400 jeweils mit 667 MHz FSB; 20″: 2 GHz T2500 mit 667 MHz FSB)
- 2006: Mac mini (1,66 GHz T2300 und 1,83 GHz T2400 jeweils mit 667 MHz FSB)
- 2006: MacBook (13,3″: 1,83 GHz T2400 und 2 GHz T2500 jeweils mit 667 MHz FSB)
- 2006: MacBook Pro (15,4″: 1,67 GHz L2400, 1,83 GHz T2400, 2 GHz T2500 jeweils mit 667 MHz FSB; 15,4″ und 17″: 2,16 GHz T2600 mit 667 MHz FSB)

### Intel Core 2 DuoundXeon
- 2006: iMac (17″ und 17″ IG: 1,83 GHz T5600 jeweils mit 667 MHz FSB; 17″: 2 GHz T7200 und 2,16 GHz T7400 jeweils mit 667 MHz FSB; 20″ und 24″: 2,16 GHz T7400 und 2,33 GHz T7600 jeweils mit 667 MHz FSB)
- 2006: MacBook (13,3″: 1,83 GHz T5600 und 2 GHz T7200 jeweils mit 667 MHz FSB)
- 2006: MacBook Pro  (15,4″: 2,16 GHz T7400 mit 667 MHz FSB; 15,4″ und 17″: 2,33 GHz T7600 mit 667 MHz FSB)
- 2006: Mac Pro (Woodcrest: 2×2 GHz Xeon 5130, 2×2,66 GHz Xeon 5150 und 2×3 GHz Xeon 5160 jeweils mit 1,33 GHz FSB)
- 2006: Xserve (Woodcrest: 2×2 GHz Xeon 5130, 2×2,66 GHz Xeon 5150 und 2×3 GHz Xeon 5160 jeweils mit 1,33 GHz FSB)
- 2007: iMac (20″: 2 GHz T7300 und 2,4 GHz T7700 jeweils mit 800 MHz FSB; 24″: 2,4 GHz T7700 und 2,8 GHz X7900  jeweils mit 800 MHz FSB)
- 2007: Mac mini (1,83 GHz T5600 und 2,0 GHz T7200 jeweils mit 667 MHz FSB)
- 2007: MacBook (13,3″: 2 GHz T7200 und 2,16 GHz T7400 jeweils mit 667 MHz FSB, 2 GHz T7300 und 2,2 GHz T7500 jeweils mit 800 MHz FSB)
- 2007: MacBook Pro (15,4″: 2,2 GHz T7500 mit 800 MHz FSB; 15,4″ und 17″: 2,4 GHz T7700 und 2,6 GHz T7800 jeweils mit 800 MHz FSB)
- 2007: Mac Pro (Clovertown: 2×3 GHz Xeon X5365 mit 1,33 GHz FSB)
- 2008: iMac  (20″: 2,4 GHz E8135 und 2,66 GHz E8335 jeweils mid 1066 MHz FSB; 24″: 2,8 GHz E8235 und 3,06 GHz E8435 jeweils mit 1066 MHz FSB)
- 2008: MacBook (13,3″: 2,1 GHz T8100 und 2,4 GHz T8300 jeweils mit 800 MHz FSB; 2,4 GHz P8600 mit 1066 MHz FSB)
- 2008: MacBook Air (13,3″: 1,6 GHz P7500 und 1,8 GHz P7700 jeweils mit 800 MHz FSB; 1,6 GHz SL9300 und 1,86 GHz SL9400 jeweils mit 1066 MHz FSB)
- 2008: MacBook Pro  (15,4″: 2,4 GHz T8300 mit 800 MHz FSB; 2,4 GHz P8600, 2,53 GHz T9400 und 2,8 GHz T9600 jeweils mit 1066 MHz FSB; 15,4″ und 17″: 2,5 GHz T9300 und 2,6 GHz T9500 jeweils mit 800 MHz FSB)
- 2008: Mac Pro (Harpertown: 1×2,8 GHz Xeon E5462, 2×2,8 GHz Xeon E5462, 2×3 GHz Xeon E5472 und 2×3,2 GHz Xeon X5482 jeweils mit 1,6 GHz FSB)
- 2008: Xserve (Harpertown: 1×2,8 GHz Xeon E5462, 2×2,8 GHz Xeon E5462 und 2×3 GHz Xeon E5472 jeweils mit 1,6 GHz FSB)
- 2009: iMac  (20″: 2 GHz P7350 und 2,66 GHz E8135 jeweils mit 1066 MHz FSB; 24″: 2,66 GHz E8135, 2,93 GHz E8335 und 3,06 GHz E8435 jeweils mit 1066 MHz FSB)
- 2009: iMac  (21,5″ und 27″: 3,06 GHz E7600 und 3,33 GHz jeweils mit 1066 MHz FSB)
- 2009: Mac mini (2,0 GHz P7350 sowie 2,26 GHz P8400 und 2,53 GHz P8700 jeweils mit 1066 MHz FSB)
- 2009: Mac mini Server (2,53 GHz P8700 mit 1066 MHz FSB)
- 2009: MacBook (13,3″: 2 GHz P7350, 2,13 GHz P7450 und 2,26 GHz P7550 jeweils mit 1066 MHz FSB)
- 2009: MacBook Air (13,3″: 1,86 GHz SL9400 und 2,13 GHz SL9600 jeweils mit 1066 MHz FSB)
- 2009: MacBook Pro  (13,3″: 2,26 GHz P8400 mit 1066 MHz FSB; 13,3″ und 15,4″: 2,53 GHz P8700 mit 1066 MHz FSB; 15,4″: 2,66 GHz P8800 mit 1066 MHz FSB; 15,4″ und 17″: 2,66 GHz T9550, 2,8 GHz T9600, 2,93 GHz T9800 und 3,06 GHz T9900 jeweils mit 1066 MHz FSB)
- 2010: iMac  (20″: 2,26 GHz P7550 mit 1066 MHz FSB)
- 2010: Mac mini  (2,4 GHz P8600 und 2,66 GHz P8800 jeweils mit 1066 MHz FSB)
- 2010: Mac mini Server  (2,66 GHz P8800 mit 1066 MHz FSB)
- 2010: MacBook Air  (11,6″: 1,4 GHz SU9400 und 1,6 GHz SU9600 jeweils mit 800 MHz FSB; 13,3″: 1,86 GHz SL9400 und 2,13 GHz SL9600 jeweils mit 1066 MHz FSB)
- 2010: MacBook  (13,3″: 2,4 GHz P8600 mit 1066 MHz FSB)
- 2010: MacBook Pro  (13,3″: 2,4 GHz P8600 und 2,66 GHz P8800 jeweils mit 1066 MHz FSB)

### Intel Core iundXeon:NehalemundWestmere(1. Generation)
- 2009: iMac  (27″: 2,66 GHz Core i5-750 und 2,8 GHz Core i7-860 jeweils mit DMI)
- 2009: Mac Pro (Bloomfield: 1×2,66 GHz Xeon W3520, 1×2,93 GHz Xeon W3540 und 1×3,33 GHz Xeon W3580 jeweils mit QPI; Gainestown: 2×2,26 GHz Xeon E5520, 2×2,66 GHz Xeon X5550 und 2×2,93 GHz Xeon X5570 jeweils mit QPI)
- 2009: Xserve (Gainestown: 1×2,26 GHz Xeon E5520, 2×2,26 GHz Xeon E5520, 2×2,66 GHz Xeon X5550 und 2×2,93 GHz Xeon X5570 jeweils mit QPI)
- 2010: iMac  (21,5″: 3,06 GHz Core i3-540, 3,2 GHz Core i3-550 und 3,6 GHz Core i5-680 jeweils mit DMI; 27″: 3,2 GHz Core i3-550, 3,6 GHz Core i5-680, 2,8 GHz Core i5-760 und 2,93 GHz Core i7-875K jeweils mit DMI)
- 2010: MacBook Pro  (15,4″: 2,4 GHz Core i5-520M, 2,53 GHz Core i5-540M, 2,66 GHz Core i7-620M und 2,8 GHz Core i7-640M jeweils mit DMI; 17″: 2,53 GHz Core i5-540M, 2,66 GHz Core i7-620M und 2,8 GHz Core i7-640M jeweils mit DMI)
- 2010: Mac Pro (Bloomfield: 1×2,8 GHz Xeon W3530 und 1×3,2 GHz Xeon W3565 jeweils mit QPI; Gulftown: 1×3,33 GHz Xeon W3680, 2×2,4 GHz Xeon E5620, 2×2,66 GHz Xeon X5650 und 2×2,93 GHz Xeon X5670 jeweils mit QPI)
- 2012: Mac Pro  (Bloomfield: 1×3,2 GHz Xeon W3565 mit QPI; Gulftown: 1×3,33 GHz Xeon W3680, 2×2,4 GHz Xeon E5645, 2×2,66 GHz Xeon X5650 und 2×3,06 GHz Xeon X5675 jeweils mit QPI); das Bloomfield-Modell mit 1×3,33 GHz Xeon W3680 sowie die Gulftown-Modelle mit 1×3,33 GHz Xeon W3680 und 2×2,66 GHz Xeon X5650 sind identisch mit den Modellen aus 2010.

### Intel Core i:Sandy Bridge(2. Generation)
- 2011: iMac (21,5″: 3,1 GHz Core i3-2100, 2,5 GHz Core i5-2400S, 2,7 GHz Core i5-2500S und 2,8 GHz Core i7-2600S jeweils mit DMI; 27″: 2,7 GHz Core i5-2500S, 3,1 GHz Core i5-2400 und 3,4 GHz Core i7-2600 jeweils mit DMI)
- 2011: Mac mini  (2,3 GHz Core i5-2415M, 2,5 GHz Core i5-2520M und 2,7 GHz Core i7-2620M jeweils mit DMI)
- 2011: Mac mini Server  (2,0 GHz Core i7-2635QM mit DMI)
- 2011: MacBook Air  (11,6″: 1,6 GHz Core i5-2467M und 1,8 GHz Core i7-2677M jeweils mit DMI; 13,3″: 1,7 GHz Core i5-2557M und 1,8 GHz Core i7-2677M jeweils mit DMI)
- 2011: MacBook Pro  (13,3″: 2,3 GHz Core i5-2415M, 2,4 GHz Core i5-2435M, 2,7 GHz Core i7-2620M und 2,8 GHz Core i5-2640M jeweils mit DMI; 15,4″: 2,0 GHz Core i7-2635QM, 2,2 GHz Core i7-2720QM, 2,2 GHz Core i7-2675QM, 2,3 GHz Core i7-2820QM, 2,4 GHz Core i7-2760QM und 2,5 GHz Core i7-2860QM jeweils mit DMI; 17″: 2,2 GHz Core i7-2720QM, 2,3 GHz Core i7-2820QM, 2,4 GHz Core i7-2760QM und 2,5 GHz Core i7-2860QM jeweils mit DMI)

### Intel Core iundXeon:Ivy Bridge(3. Generation)
- 2012: iMac (21,5″: 2,7 GHz Core i5-3335S, 2,9 GHz Core i5-3470S und 3,1 GHz Core i7-3770S jeweils mit DMI; 27″: 2,9 GHz Core i5-3470S, 3,2 GHz Core i5-3470 und 3,4 GHz Core i7-3770 jeweils mit DMI)
- 2012: Mac mini  (2,5 GHz Core i5-3210M, 2,3 GHz Core i7-3615QM und 2,6 GHz Core i7-3720QM jeweils mit DMI)
- 2012: Mac mini Server  (2,3 GHz Core i7-3615QM und 2,6 GHz Core i7-3720QM jeweils mit DMI)
- 2012: MacBook Air (11,6″: 1,7 GHz Core i5-3317U und 2,0 GHz Core i7-3667U jeweils mit DMI; 13,3″: 1,6 GHz Core i5-2467M, 1,8 GHz Core i5-3427U und 2,0 GHz Core i7-3667U jeweils mit DMI)
- 2012: MacBook Pro (13,3″ und 13,3″ Retina: 2,5 GHz Core i5-3210M und 2,9 GHz Core i7-3520M jeweils mit DMI; 15,4″ und 15,4″ Retina: 2,3 GHz Core i7-3615QM, 2,6 GHz Core i7-3720QM und 2,7 GHz Core i7-3820QM jeweils mit DMI)
- 2013: iMac  (21,5″: 3,3 GHz Core i3-3225 mit DMI)
- 2013: MacBook Pro (13,3″ Retina: 2,6 GHz Core i5-3230M und 3,0 GHz Core i7-3540M jeweils mit DMI; 15,4″ Retina: 2,4 GHz Core i7-3635QM, 2,7 GHz Core i7-3740QM und 2,8 GHz Core i7-3840QM jeweils mit DMI)
- 2013: Mac Pro (Ivy Bridge-EP: 3,7 GHz Xeon E5-1620v2, 3,5 GHz Xeon E5-1650v2, 3,0 GHz Xeon E5-1680v2 und 2,7 GHz Xeon E5-2697v2 jeweils mit QPI)

### Intel Core i:Haswell(4. Generation)
- 2013: iMac  (21,5″: 2,7 GHz Core i5-4570R, 2,9 GHz Core i5-4570S und 3,1 GHz Core i7-4770S jeweils mit DMI; 27″: 3,2 GHz Core i5-4570, 3,4 GHz Core i5-4670 und 3,5 GHz Core i7-4771 jeweils mit DMI)
- 2013: MacBook Pro (13,3″ Retina: 2,4 GHz Core i5-4258U, 2,6 GHz Core i5-4288U und 2,8 GHz Core i7-4558U jeweils mit DMI; 15,4″ Retina “Iris Only”: 2,0 GHz Core i7-4750HQ mit DMI; 15,4″ Retina “Iris Only” und “Dual Graphics”: 2,3 GHz Core i7-4850HQ und 2,6 GHz Core i7-4960HQ jeweils mit DMI)
- 2013: MacBook Air  (11,6″ und 13,3″: 1,3 GHz Core i5-4250U und 1,7 GHz Core i7-4650U jeweils mit DMI)
- 2014: iMac  (21,5″: 1,4 GHz Core i5-4260U mit DMI; 27″ Retina 5K: 3,5 GHz Core i5-4690 und 4,0 GHz Core i7-4790K jeweils mit DMI)
- 2014: Mac mini  (1,4 GHz Core i5-4260U, 2,6 GHz Core i5-4278U, 2,8 GHz Core i5-4308M und 3,0 GHz Core i7-4578U jeweils mit DMI)
- 2014: MacBook Air  (11,6″ und 13,3″: 1,4 GHz Core i5-4260U und 1,7 GHz Core i7-4650U jeweils mit DMI)
- 2014: MacBook Pro  (13,3″ Retina: 2,6 GHz Core i5-4278U, 2,8 GHz Core i5-4308U und 3,0 GHz Core i7-4578U jeweils mit DMI; 15,4″ Retina “Iris Only”: 2,2 GHz Core i7-4770HQ mit DMI; 15,4″ Retina “Iris Only” und “Dual Graphics”: 2,5 GHz Core i7-4870HQ und 2,8 GHz Core i7-4980HQ jeweils mit DMI)
- 2015: iMac  (27″ Retina 5K: 3,3 GHz Core i5-4590 mit DMI)
- 2015: MacBook Pro  (15,4″ Retina “Iris Only”: 2,2 GHz Core i7-4770HQ mit DMI; 15,4″ Retina “Iris Only” und “Dual Graphics”: 2,5 GHz Core i7-4870HQ und 2,8 GHz Core i7-4980HQ jeweils mit DMI)

### Intel Core iundCore M:Broadwell(5. Generation)
- 2015: iMac  (21,5″: 1,6 GHz Core i5-5250U und 2,8 GHz Core i5-5575R jeweils mit DMI; 21,5″ Retina 4K: 3,1 GHz Core i5-5675R und 3,3 GHz Core i7-5775R jeweils mit DMI)
- 2015: MacBook  (12″ Retina: 1,1 GHz Core M-5Y31, 1,2 GHz Core M-5Y51 und 1,3 GHz Core M-5Y71 jeweils mit OPI)
- 2015: MacBook Air  (11″ und 13″: 1,6 GHz Core i5-5250U und 2,2 GHz Core i7-5650U jeweils mit DMI)
- 2015: MacBook Pro  (13″ Retina: 2,7 GHz Core i5-5257U, 2,9 GHz Core i5-5287U und 3,1 GHz Core i7-5557U jeweils mit DMI)

### Intel Core i:Skylake(6. Generation)
- 2015: iMac  (27″ Retina 5K: 3,2 GHz Core i5-6500, 3,3 GHz Core i5-6600 und 4,0 GHz Core i7-6700K jeweils mit DMI)